# Neal McDonough

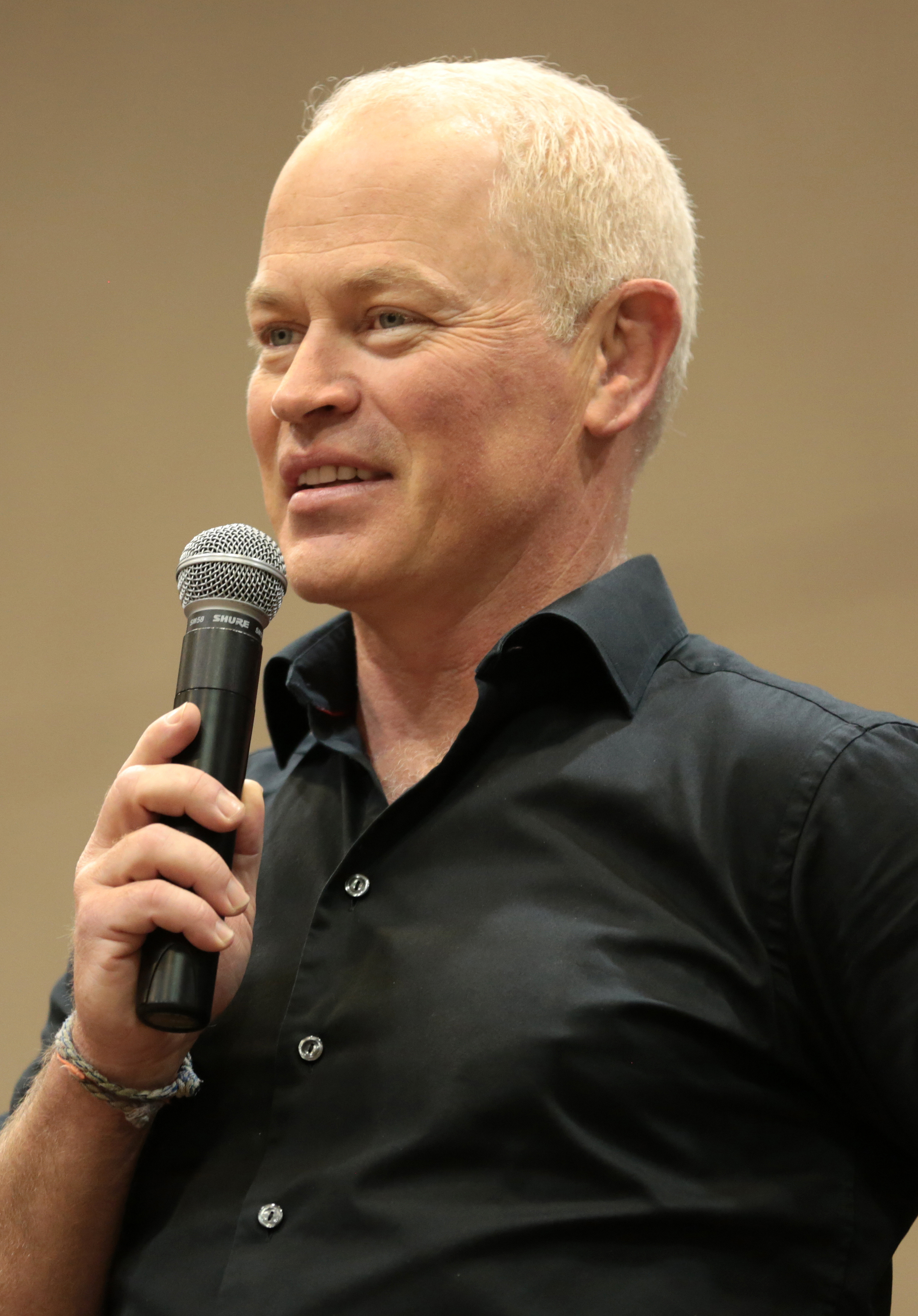
Neal McDonough (2017)

Neal McDonough (* 13. Februar 1966 in Dorchester, Massachusetts) ist ein US-amerikanischer Schauspieler, der durch die Darstellung des Lynn „Buck“ Compton in Band of Brothers Bekanntheit erlangte.

## Leben
McDonough wuchs in Cape Cod als jüngstes von sechs Kindern auf. Seine Eltern Frank und Kitty McDonough sind beide in Irland geboren. Als er in die High School kam, spielte er in einer Senior-Class-Produktion des Musicals You’re A Good Man, Charlie Brown mit und wusste seitdem, dass er Schauspieler werden wollte. Als er sich für die Syracuse University entschied, wurde er von seinem Vater als verrückt bezeichnet. 1988 verließ er die Uni mit einem Bachelor in Fine Arts. Er war schon zu Collegezeiten sportlich aktiv und spielt auch jetzt noch Tennis, Golf und nimmt mit Stars wie Jason Priestley, Denis Leary und David Boreanaz an Benefizveranstaltungen teil.

### Karriere
Sein Filmdebüt hatte er 1990 in dem Film Darkman. Sein Durchbruch gelang ihm 2001 in der Miniserie Band of Brothers mit der Darstellung des Lynn „Buck“ Compton. McDonough, der ein großer Star-Trek-Fan ist, hatte lange den Traum, in einem Star-Trek-Film mitspielen zu können. Dieser Wunsch erfüllte sich 1996, als er in Star Trek: Der erste Kontakt eine Nebenrolle übernahm.
Er wirkte auch in Fernsehproduktionen wie Akte X – Die unheimlichen Fälle des FBI und Profiler mit. In der fünften Staffel der Fernsehserie Desperate Housewives spielte er den Ehemann von Edie Britt, Dave Williams. Des Weiteren schrieb McDonough ein Drehbuch für Ice über den Eishockeyspieler Eddie Shore und arbeitete als Co-Autor von Bill Johnson für Heartbreak Hill.
2012 war er als Mafia-Gangster Robert Quarles in der dritten Staffel von Justified als Gegenspieler von Timothy Olyphant und Walton Goggins zu sehen. Auch spielte er die Rolle des Conrad im 2018 erschienenen Actionfilm Game Over, Man.

### Privates
Seine Frau, das südafrikanische Model Ruvè Robertson traf McDonough bei der Ankunft in Großbritannien für die Dreharbeiten von Band of Brothers.  Sie heirateten am 1. Dezember 2003 in einer Kirche in Beverly Hills. Das Paar hat fünf Kinder (* 2005, 2007, 2010, 2011 und 2014).
McDonough ist Katholik und definiert seine Lebenseinstellung so:

„Gott und meine Familie kommen bei mir an erster Stelle, ich erst an zweiter Stelle. In diesem Sinn lebe ich.“

Aufgrund seiner religiösen Überzeugung und aus Liebe zu seiner Frau lebt McDonough seine eheliche Treue auch in Filmen und küsst daher auch für die Leinwand keine anderen Frauen. Daher lehnt er ebenfalls die Mitwirkung an sexuell expliziten Filmszenen ab, weshalb er 2010 überraschend von ABC aus der Fernsehserie Scoundrels entlassen wurde und dadurch geschätzte Einnahmen von etwa USD 1 Million verlor.

## Auszeichnungen
- 1991 Dramalogue Award für den besten Schauspieler für seine Rolle in Away Alone
- 2000 Award Atlantic City Film Festival für den besten Schauspieler für seine Rolle in A Perfect Little Man
- Nominierung für den Television Critics Association Award für die beste Einzelleistung für seine Darstellung des David McNorris in Boomtown

## Filmografie (Auswahl)

### Filme
- 1990: Darkman
- 1992: Das Gift des Zweifels (Cruel Doubt)
- 1993: Tragödie von Waco (Ambush in Waco: In the Line of Duty)
- 1994: Angels – Engel gibt es wirklich! (Angels in the Outfield)
- 1996: Star Trek: Der erste Kontakt (Star Trek: First Contact)
- 1997: Lethal Invasion – Attacke der Alien-Viren (Invasion, Fernsehfilm)
- 1999: Ravenous – Friss oder stirb (Ravenous)
- 1999: A Perfect Little Man
- 2001: You’re Killing Me
- 2002: Minority Report
- 2003: Timeline
- 2004: Walking Tall – Auf eigene Faust (Walking Tall)
- 2006: Jede Sekunde zählt – The Guardian (The Guardian)
- 2006: Krumme Geschäfte (The Last Time)
- 2006: Flags of Our Fathers
- 2007: 88 Minuten (88 Minutes)
- 2007: The Hitcher
- 2007: Ich weiß, wer mich getötet hat (I Know Who Killed Me)
- 2007: Forever Strong
- 2007: Machine
- 2008: Traitor
- 2009: Street Fighter: The Legend of Chun-Li
- 2011: Ticking Clock
- 2011: Captain America: The First Avenger
- 2012: The Philly Kid – Never Back Down (The Philly Kid)
- 2013: Company of Heroes
- 2013: The Marine 3: Homefront
- 2013: R.E.D. 2 (RED 2)
- 2013: Marvel One-Shot: Agent Carter (Kurzfilm)
- 2014: Bad Country
- 2014: Falcon Rising
- 2015: Der Kaufhaus Cop 2 (Paul Blart: Mall Cop 2)
- 2016: Greater
- 2017: 1922
- 2018: Game Over, Man!
- 2020: Sonic the Hedgehog
- 2020: Monsters of Man
- 2021: Apex
- 2021: Resident Evil: Welcome to Raccoon City
- 2021: Red Stone
- 2022: Boon
- 2023: The Shift
- 2024: Homestead

### Fernsehserien
- 1991: Zurück in die Vergangenheit (Quantum Leap, Folge 4x02)
- 1995: JAG – Im Auftrag der Ehre (JAG, Gastrolle: Folge 1x04)
- 1996: New York Cops – NYPD Blue (Gastrolle: Folge 3x22)
- 1998: Diagnose: Mord (Diagnosis: Murder, zwei Episoden)
- 1999: Just Shoot Me – Redaktion durchgeknipst (Just Shoot Me, Folge 3x22)
- 1999: Profiler (Folge 4x06)
- 2001: Band of Brothers – Wir waren wie Brüder (Band of Brothers, 8 Folgen)
- 2002: Akte X – Die unheimlichen Fälle des FBI (The X-Files, Folgen 9x09–9x10)
- 2002–2003: Boomtown (23 Folgen)
- 2004–2005: Medical Investigation (20 Folgen)
- 2005: Third Watch – Einsatz am Limit (Third Watch, Folge 6x16)
- 2007: Tin Man – Kampf um den Smaragd des Lichts (Tin Man, Miniserie, 3 Folgen)
- 2007: Traveler (6 Folgen)
- 2008–2009: Desperate Housewives (24 Folgen)
- 2011: Criminal Intent – Verbrechen im Visier (Law & Order: Criminal Intent, Folge 10x02)
- 2012: Justified (12 Folgen)
- 2012: CSI: NY (Folge 9x04)
- 2012:  Perception (Folge 1x04)
- 2013: Mob City (6 Folgen)
- 2013: CSI: Vegas (CSI: Crime Scene Investigation, Folge 13x18)
- 2014–2016, 2019: Suits (16 Folgen)
- 2015: Marvel’s Agent Carter (Folge 1x05)
- 2015: Public Morals (9 Folgen)
- 2015–2016: Arrow (19 Folgen)
- 2015, 2021–2022: The Flash (4 Folgen)
- 2016–2018, 2020: Legends of Tomorrow (21 Folgen)
- 2017: Rogue (5 Folgen)
- 2018–2019: Van Helsing (8 Folgen)
- 2019: Yellowstone (6 Folgen)
- 2019–2020: Project Blue Book (20 Folgen)
- 2020: Altered Carbon – Das Unsterblichkeitsprogramm (Altered Carbon, 3 Folgen)
- 2020: The 100 (5 Folgen)
- 2021: What If…? (Fernsehserie, Folge 1x01, Stimme)
- 2021: American Horror Story (4 Folgen)
- 2022–2023: 9-1-1: Lone Star (6 Folgen)
- 2024: Tulsa King (10 Folgen)